# Верхний пруд (Калининград)
Ве́рхний пруд (разг. Ве́рхнее о́зеро, до 1949 года — нем. Oberteich, Обертайх) — пруд в городе Калининграде (Калининградская область, Россия). Берега Верхнего пруда являются зелёной рекреационной зоной.

## Геология и гидрография
Верхний пруд имеет неправильную продолговатую форму. В северной части пруд имеет два залива. Длина пруда — примерно 900 метров (без учёта заливов), ширина — 100—390 метров. Верхний пруд лежит на 22 метра выше реки Преголи.

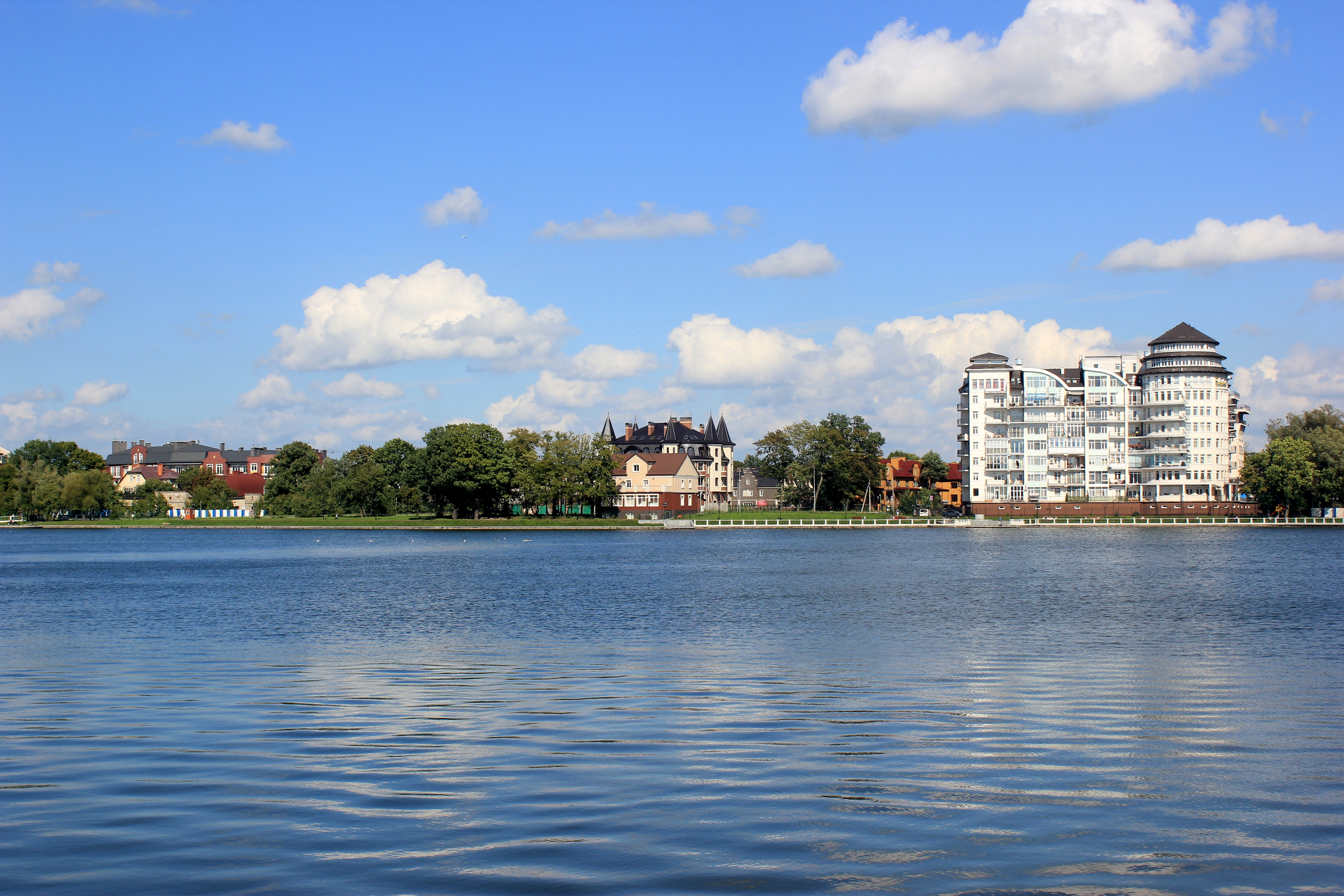
Верхний пруд в 2016

В Верхний пруд впадает два ручья. Голубая (нем. Wirrgraben — Крутые канавы) впадает в пруд в районе парка Юность. Второй ручей — Северный (речка нем. Beydritter) впадает в пруд в районе улицы Толстого.
Из Верхнего пруда вытекает ручей Парковый, который является притоком Преголи. Часть воды Верхнего пруда через каскад перетекает в Нижний пруд.
С Верхним прудом связаны сохранившиеся до сих пор в районе улицы Литовский вал городские рвы с водой.
На берегах озера и в непосредственной близости от него расположены оборонительные башни Дона (в которой расположен Музей янтаря) и Врангель, парк Юность и район вилл Марауненхоф.

## История
Верхний пруд имеет искусственное происхождение. Пруд был создан в 1270 году в столице Восточной Пруссии — городе Кёнигсберге, когда рыцари Тевтонского ордена из расположенного рядом Замка «Кёнигсберг» запрудили земляной дамбой приток реки Преголи. Пруд использовался для разведения рыбы.

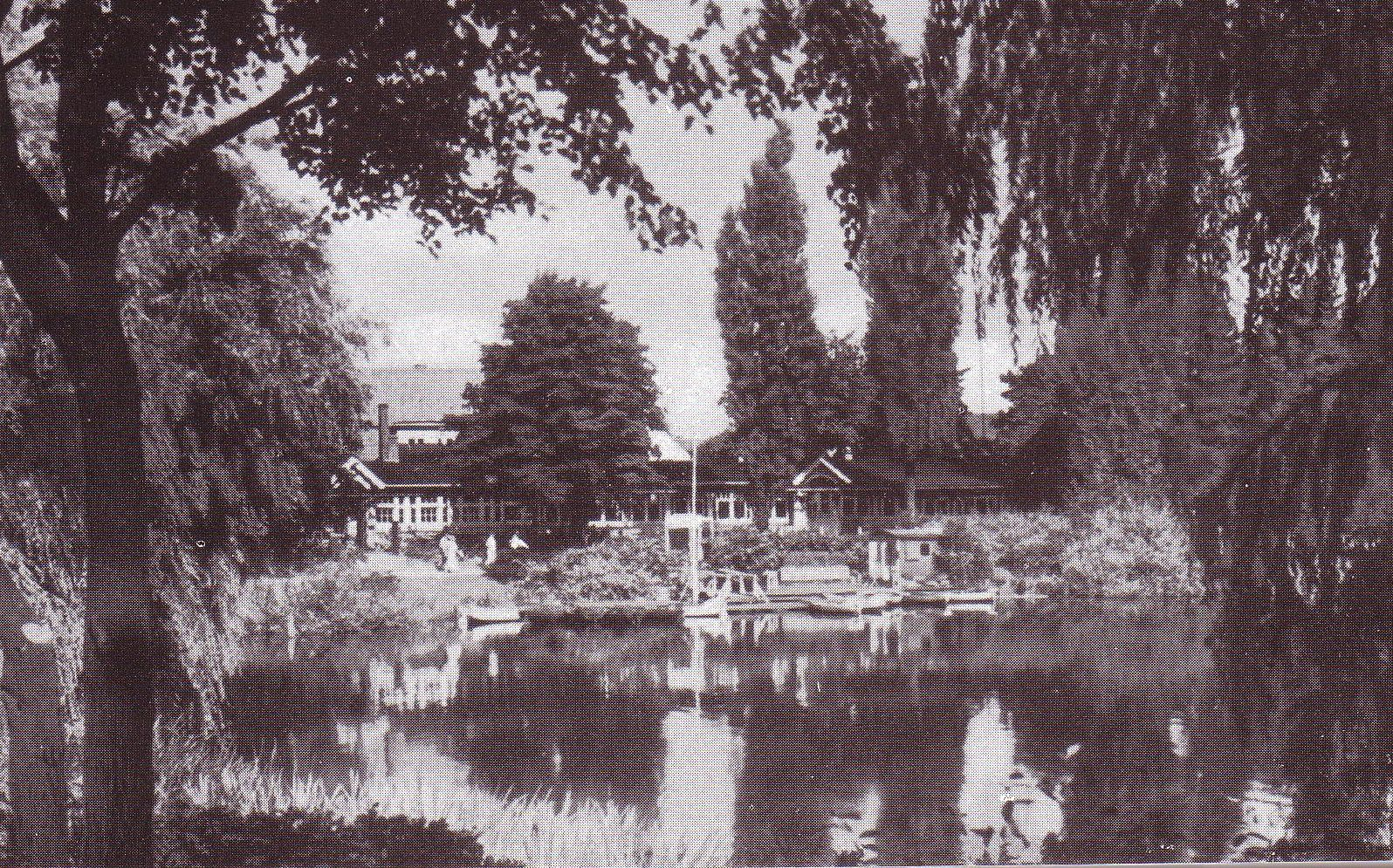
Кафе «Причал» на берегу Верхнего пруда (довоенное фото).

Верхний пруд является вторым по старости рукотворным сооружением Калининграда, сохранившимся до наших пор. Старше только Нижний пруд, созданный в 1256 году. Самая старая сохранившаяся постройка Калининграда, Юдиттен-кирха, была построена позже, в 1288 году.
Вплоть до начала XX века Верхний пруд практически полностью находился за пределами города. Кольцо городских оборонительных сооружений проходило вдоль южного берега пруда (ныне ул. Черняховского). В начале XX века старые оборонительные сооружения утратили военное значение, были выкуплены городом и частично снесены. Город стал расти за пределы старых границ. Рядом с озером был построен новый престижный район вилл Марауненхоф (район улицы Тельмана). Само озеро превратилось в место отдыха горожан. Его дно выстлали толстым слоем морского песка. На берегах были устроены купальни, кафе, рестораны, причалы для прогулочных лодок.
Берега озера были украшены скульптурами памятниками. На западном берегу в 1913 году была установлена группа из четырёх скульптур морских животных: моржа, морского слона, морской собаки и морского льва работы скульптора Германа Тиле. До наших дней сохранилось только две скульптуры, однако во время масштабных работ по очистке пруда и строительству набережной все скульптуры были восстановлены.
Рядом стояла скульптура Станислава Кауэра «Мать и дитя». В восьмидесятых годах для обеспечения сохранности она была перенесена во внутренний дворик Калининградского университета.
Стоявший рядом с прудом конный памятник кирасиру был переплавлен после войны.
После войны пруд был местом купания и рыбной ловли. В 60—70-е годы проводилось празднование дня Военно-Морского Флота. Проводили тренировки гребцы. В парке Юность находилась лодочная станция. Позднее на берегах были открыты кафе «Причал» на северном берегу и ресторан «Парус» (сейчас «Шельф») со стороны улицы Черняховского.
В настоящее время в комплексе с благоустройством парка «Юность» проводится работа по реконструкции берегов пруда.

## Экология
12-километровый канал Виррграбен снабжал столицу Восточной Пруссии — город Кёнигсберг — питьевой водой. В советское время Голубой ручей был сильно загрязнён, это сказалось на экологической ситуации в пруду. Его дно заилилось, вода перестала соответствовать санитарным нормам. Пруд перестал быть местом отдыха горожан. В конце 1990-х годов началась очистка Верхнего пруда и застройка его берега коттеджами.
В пруду обитали окунь, плотва, карп, линь, щука, угорь. Из-за ухудшения экологической обстановки рыб в пруду стало меньше.